# Kevin O'Connor
Kevin Patrick O'Connor (n. Blackburn, Inglaterra, 24 de febrero de 1982) es un exfutbolista inglés, nacionalizado irlandés. Actualmente es asistente técnico de Keith Andrews (futbolista) en el Brentford FC de la Premier League de Inglaterra.
Como futbolista jugó de defensa toda su carrera en el Bentford. Este jugador de un solo equipo firmó su primer contrato profesional en el club en 1999. Es el cuarto jugador con más presencias es el club. Fue el capitán del equipo en más de 200 encuentros, y fue introducido al Salón de la Fama del club en 2015.

## Selección nacional
Ha sido internacional con la selección de fútbol de Irlanda sub-21.

## Clubes
| Club         | País       | Año       |
| ------------ | ---------- | --------- |
| Brentford FC | Inglaterra | 1999-2015 |

## Estadísticas
Actualizado al último partido disputado 
| Club                 | Div.          | Temporada     | Liga  | Liga  | FA Cup | FA Cup | Copa de la Liga | Copa de la Liga | FL Trophy | FL Trophy | Play-offs | Play-offs | Total | Total |
| Club                 | Div.          | Temporada     | Part. | Goles | Part.  | Goles  | Part.           | Goles           | Part.     | Goles     | Part.     | Goles     | Part. | Goles |
| -------------------- | ------------- | ------------- | ----- | ----- | ------ | ------ | --------------- | --------------- | --------- | --------- | --------- | --------- | ----- | ----- |
| Brentford Inglaterra |               |               |       |       |        |        |                 |                 |           |           |           |           |       |       |
| 3.ª                  | 1999-00       | 6             | 0     | 0     | 0      | 0      | 0               | 1               | 0         | -         | -         | 7         | 0     |       |
| 3.ª                  | 2000-01       | 11            | 1     | 0     | 0      | 0      | 0               | 1               | 0         | -         | -         | 12        | 1     |       |
| 3.ª                  | 2001-02       | 25            | 0     | 2     | 0      | 2      | 1               | 1               | 0         | 2         | 0         | 32        | 1     |       |
| 3.ª                  | 2002-03       | 45            | 5     | 4     | 1      | 2      | 2               | 2               | 1         | -         | -         | 53        | 9     |       |
| 3.ª                  | 2003-04       | 43            | 1     | 2     | 1      | 1      | 0               | 2               | 0         | -         | -         | 48        | 2     |       |
| 3.ª                  | 2004-05       | 37            | 2     | 5     | 0      | 1      | 0               | 0               | 0         | 1         | 0         | 44        | 2     |       |
| 3.ª                  | 2005-06       | 30            | 7     | 5     | 1      | 1      | 0               | 0               | 0         | 2         | 0         | 38        | 8     |       |
| 3.ª                  | 2006-07       | 39            | 6     | 1     | 0      | 1      | 1               | 2               | 0         | -         | -         | 43        | 7     |       |
| 4.ª                  | 2007-08       | 37            | 3     | 2     | 0      | 1      | 0               | 1               | 0         | -         | -         | 41        | 3     |       |
| 4.ª                  | 2008-09       | 28            | 0     | 2     | 0      | 1      | 0               | 2               | 1         | -         | -         | 33        | 1     |       |
| 3.ª                  | 2009-10       | 43            | 4     | 4     | 1      | 1      | 0               | 1               | 0         | -         | -         | 49        | 5     |       |
| 3.ª                  | 2010-11       | 41            | 2     | 2     | 0      | 4      | 0               | 6               | 0         | -         | -         | 53        | 2     |       |
| 3.ª                  | 2011-12       | 14            | 1     | 1     | 0      | 1      | 0               | 2               | 1         | -         | -         | 18        | 2     |       |
| 3.ª                  | 2012-13       | 12            | 0     | 1     | 0      | 1      | 0               | 1               | 0         | 1         | 1         | 16        | 1     |       |
| 3.ª                  | 2013-14       | 9             | 0     | 0     | 0      | 2      | 0               | 1               | 0         | -         | -         | 12        | 0     |       |
| 2.ª                  | 2014-15       | 0             | 0     | 0     | 0      | 1      | 0               | -               | -         | 0         | 0         | 1         | 0     |       |
| Total club           | Total club    | 420           | 32    | 31    | 4      | 20     | 4               | 23              | 2         | 6         | 1         | 501       | 44    |       |
| Total carrera        | Total carrera | Total carrera | 420   | 32    | 31     | 4      | 20              | 4               | 23        | 2         | 6         | 1         | 501   | 44    |

## Palmarés

### Campeonatos nacionales
| Título              | Club         | País       | Año  |
| ------------------- | ------------ | ---------- | ---- |
| Football League Two | Brentford FC | Inglaterra | 2009 |